# Vestens lov
Vestens lov (originaltitel Pioneer Trails) er en amerikansk stumfilm fra 1923 af David Smith.

## Medvirkende
- Cullen Landis som Jack Dale / Jack Plains
- Alice Calhoun som Rose Miller
- Bertram Grassby som Philip Blaney
- Otis Harlan som Cropsey
- T.D. Crittenden som Rodney Miller
- Virginia True Boardman som Mrs. Salter